# Kobieca roztropność
Kobieca roztropność (hiszp. La prudencia en la mujer) – dramat Tirsa de Moliny rozgrywający się w okresie małoletności króla Ferdynanda IV (1295-1312).

## Data powstania utworu
Kobieca roztropność powstała ok. 1630-1631 roku, a ukazała się w Tercera parte de las comedias de Tirso de Molina (Trzeciej części komedii Tirsa de Moliny) wydanej w 1634 roku w Totrosie przez siostrzeńca autora, Lucasa de Ávila.

## Osoby
| Osoba                     | Jej rola w dramacie                          |
| ------------------------- | -------------------------------------------- |
| Ferdynand IV              | król Kastylii i Leónu w latach 1295–1312     |
| Maria de Molina           | matka Ferdynanda, regentka                   |
| Don Enrique               | stryj króla, brat jego dziadka Alfonsa X     |
| Don Juan                  | stryj króla, brat jego ojca Sancha IV        |
| Don Diego de Haro         | hrabia baskijski                             |
| Don Juan Alonzo Caravajal | szlachcic zakochany w doni Teresie Benavides |
| Don Pedro                 | brat don Juana Alonza                        |
| Don Juan Benavides        | brat Teresy, wróg Caravajalów                |
| Don Nuño, Don Alvaro      | możni panowie                                |
| Don Melendo               |                                              |
| Izmael                    | lekarz Żyd                                   |
| Carrillo                  | służący don Alonza Caravajala, gracioso      |
| Chacón                    | służący don Juana Benavidesa                 |

## Czas i miejsce akcji
Lata 1298-1312. Alkazar w Toledo, Valencia de Alcántara, pałac w León, pałac w Madrycie, lasy pod Toledo, Palencia

## Treść

### Dzień I

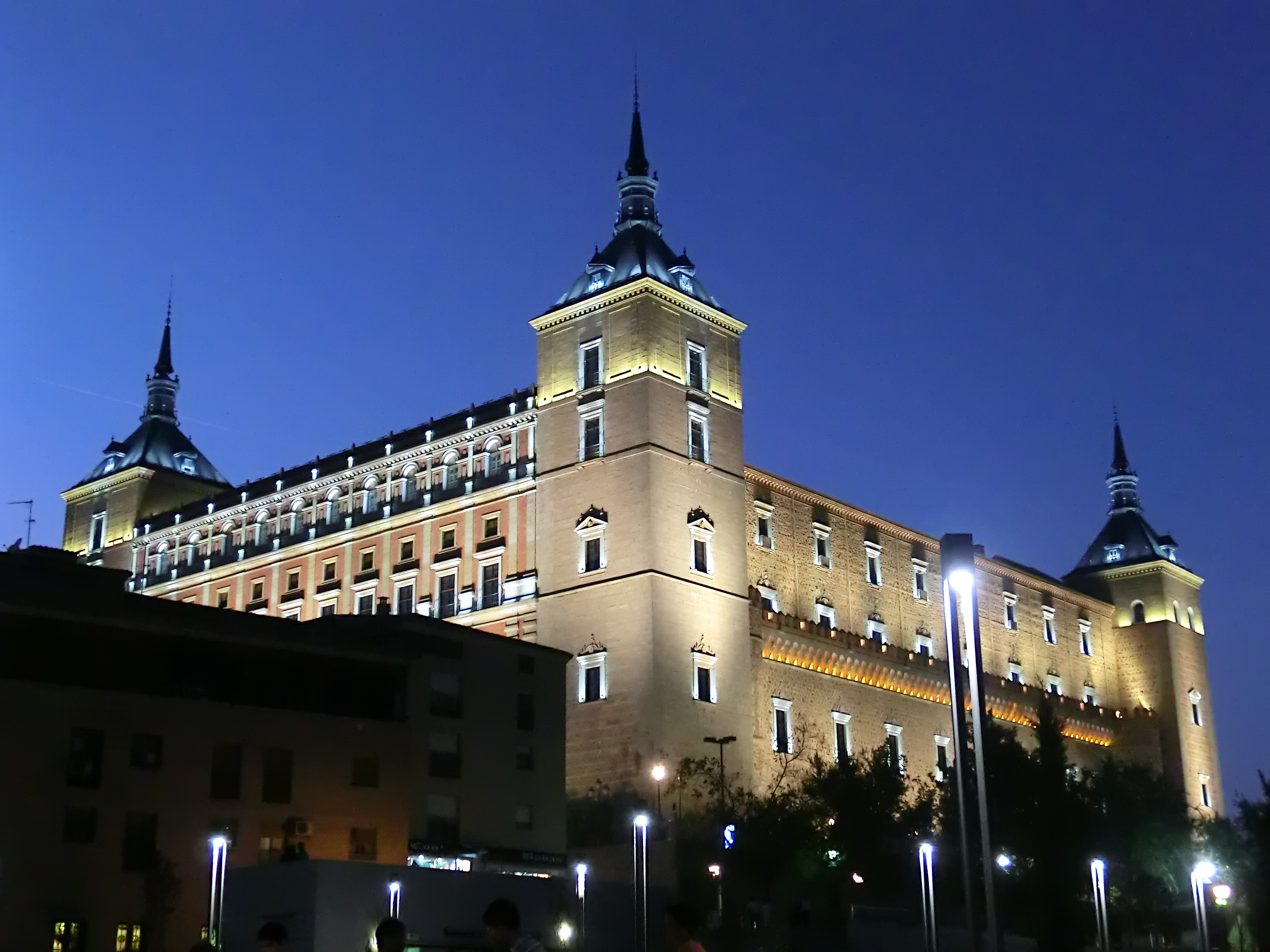
Alkazar w Toledo

Po śmierci króla Sancha, jego brat don Juan oraz stryj don Enrique, ubiegają się o rękę wdowy po nim, Marii de Molina, podnosząc słabe prawa do tronu jej syna Ferdynanda, ze względu na pominięcie praw starszego brata Sancha oraz niezgodne z prawem, z powodu zbyt bliskich związków krwi małżeństwo Marii i Sancha. Gdy królowa odmawia, obydwaj zalotnicy grożą jej zbrojnym najazdem  Maurów i Portugalczyków. Don Diego de Haro, zakochany w królowej oferuje jej pomoc Basków i Aragończyków. Bracia królewscy opanowują alkazar i fortecę San Cervantès w Toledo. Królowa wraz z synem ucieka do ojczystego Leónu.
Don Alonzo zakochany w Teresie ze zwaśnionego, choć spokrewnionego, z Caravajalami rodu Benavidesów, ma nadzieję, że jego ślub z ukochaną położy kres waśniom. Don Juan Benavides wraca pospiesznie z Leónu, zaniepokojony informacją o zamierzonym ślubie swej siostry z Caravajalem. Przed bramą swego zamku spotyka swych wrogów i wyzywa ich na pojedynek. Na pustkowiu zjawia się królowa z synem, wypędzonym ze swego królestwa i prosi ich o pomoc. Zwaśnieni odkładają spór na potem.
Don Juan włada Leónem, Don Enrique Murcją i Sewillą. Są przekonani o swym zwycięstwie, kiesy niespodziewanie królowa przy pomocy Caravajalów i mieszczan opanowuje zamek. Wzięci do niewoli infanci spodziewają się śmierci, królowa jednak zwraca im wolność i ich majątki, żądając od nich wierności. Wymaga na Benavidesie zgodę na ślub siostry z don Alonzem, a swoich wiernych pomocnikówː don Alonza, don Pedra i don Diega obdarza nadaniami i urzędami.

### Dzień II
Lekarz królewski, Żyd Izmael, zgadza się w zamian za obietnicę don Juana, poprawy warunków życiowych hiszpańskich żydów, otruć Ferdynanda. Kiedy wchodzi do jego komnaty spada, wiszący nad drzwiami portret królowej. Izmael bierze to za zły omen i próbuje wymknąć się z pałacu. Przyłapany przez królową, która podejrzewa zdradę i każe mu wypić niesiony przez niego napój, ujawnia spisek don Juana, wypija truciznę i umiera.
Królowa z trudem pokrywa wydatki państwowe w targanym sporami i wojnami zewnętrznymi kraju. Zastawia naczynia stołowe i swoje włosy. Może polegać tylko na don Pedrze Caravajalu. Kiedy zostaje sama z don Juanem, prosi go, by napisał list do infanta zdrajcy. Niespokojny o losy spisku don Juan odkrywa w sąsiednim pokoju trupa Izmaela i próbuje popełnić samobójstwo. Królowa jednak powstrzymuje go, żądając jedynie przysięgi na wierność.
Umknąwszy niebezpieczeństwu don Juan po raz kolejny próbuje spiskować przeciw królowej. Oskarża ją o próbę zamordowania syna, żeby wraz z don Pedrem, którego ma poślubić, rządzić Kastylią. Don Nuño i Don Alvaro chętnie dają ucha tym plotkom. Don Diego broni jednak dobrego imienia władczyni. Królowa zaprasza możnych na królewski obiad, podczas którego dekonspiruje nieostrożnych spiskowców. Don Juana nakazuje aresztować, a jego poplecznikom, którzy opływają we wszelkie dobra, gdy król nie ma czego podać na obiad, zajmuje ich majątki jako zastaw ich wierności. Don Diego chwali w postępowaniu królowej kobiecą roztropność.

### Dzień III

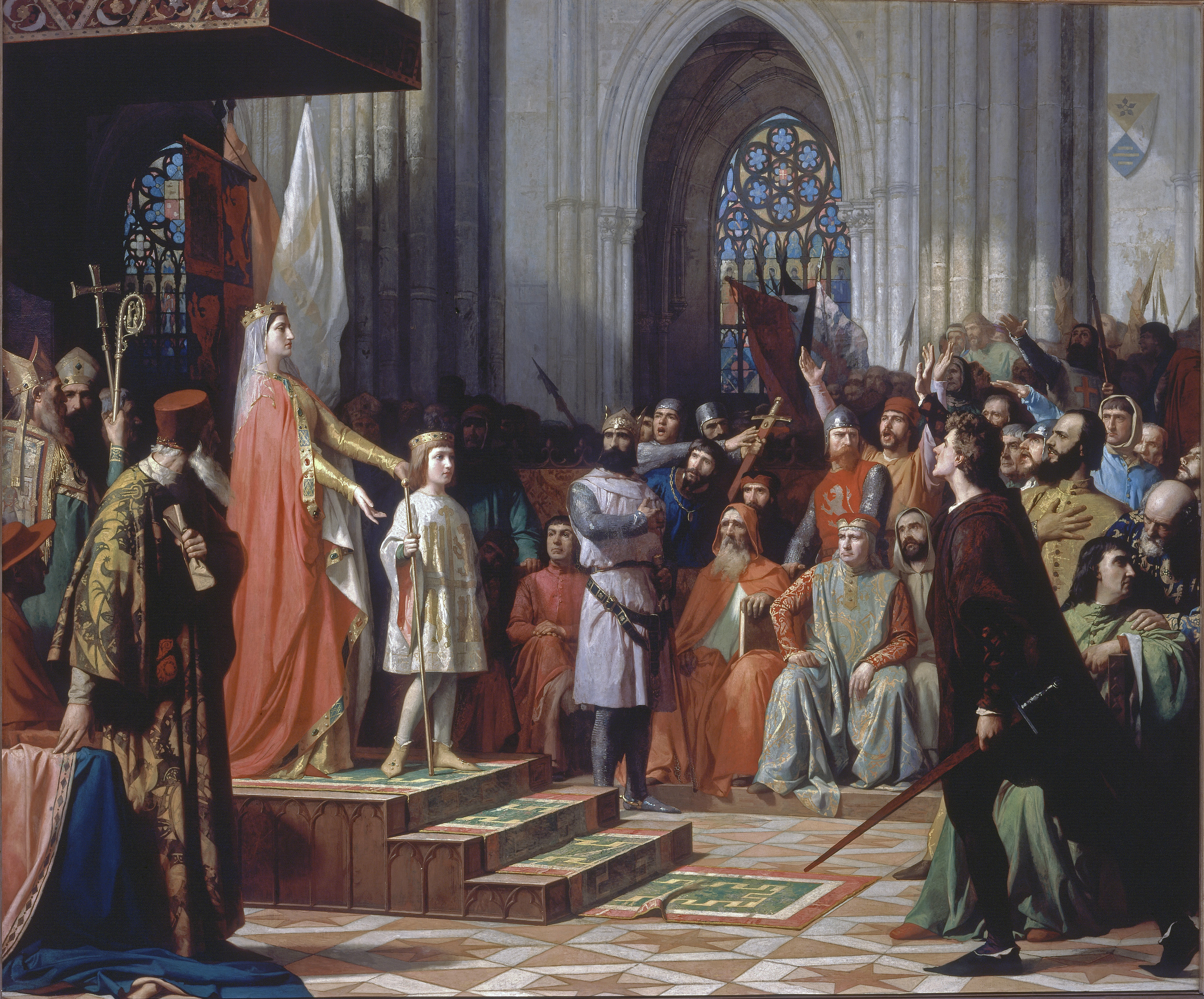
María de Molina przedstawia swego syna Kortezom w Valladolid. Obraz Antonia Gisberta Péreza. 1863

Po siedemnastu latach sprawowania władzy królowa przekazuje ją synowi i usuwa się do Palencii. Przed odejściem udziela mu dobrych rad, król jednak chce być wolny. Oddala Benavidesa, który zbyt był związany z matką, a otacza się pochlebcami. Don Nuño i don Alvaro jątrzą króla przeciw matce. Ich zdanie o katastrofalnych skutkach jej regencji dla Hiszpanii podtrzymuje również don Enrique. Don Enrique próbuje zjednać sobie don Diega, lecz bezskutecznie. Podczas polowania w lasach pod Toledo król i jego świta spotykają don Juana, który opowiada królowi jak to przed laty udaremnił próbę otrucia go przez królową, która dążyła do władania Hiszpanią wraz z don Pedrem, jak został za to uwięziony, a teraz tuła się po lasach.  Król ustępuje przed zgodnym zdaniem swych doradców.
Don Juan obiecuje swoim sprzymierzeńcom, że nakłoni królową do poślubienia go i doprowadzi do obalenia króla i podziału kraju między nich. Z rozkazu króla przybywa do Palencii i aresztuje obydwu Caravajalów. Oburzonej królowej proponuje małżeństwo jako obronę przed szaleństwem króla, który kazał aresztować jej sługi i dybie na jej życie. Wręcza jej list popierający tę propozycję przez don Enrique, don Alvara i don Nuña. Królowa drze list na kawałki. Zjawia się król, który postanowił upewnić się co do prawdziwości zarzutów. Don Juan próbuje się ratować oskarżając królową, że ofiarowała mu swą rękę w zamian za pomoc w zdetronizowaniu syna. Królowa odpiera te zarzuty i na dowód swej niewinności pokazuje list, który rzekomo podarła. Zjawia się Don Diego, który wyruszył na pomoc królowej i po drodze rozbił oddziały don Alvara i don Nuña, a uwolnił Caravajalów. Na pomoc królowej przybywa też Benavides. Okazuje się, że spiskowcy uciekli do Aragonii. Królowa nie chce śmierci don Juana, lecz jego wygnania i podziału jego majątku między służących królestwu Caravajalów i Benavidesa.

## Analiza
Kobieca roztropność jest uważana za najlepszy dramat historyczny Tirsa. Sztuka zawiera wiele efektownych, mocnych scen, wyraziście zarysowanych charakterów. Postać królowej Marii emanuje wielkością jako władczyni i zarazem czułością jako matka. Don Diego de Haro przypomina średniowieczny portret, który wyszedł ze swoich żelaznych ram. Pośród wojennej zawieruchy w sposób najbardziej nieoczekiwany i sympatyczny wybucha jego naiwne poświęcenie, które jego zakochane serce ofiarowuje walczącej z nim królowej. Czasem dystans Tirsa do jego postaci rozbija powagę i tragiczny charakter sceny. Żyd Izmael w chwili, gdy ma podać truciznę swojemu panu, niespodziewanie, wyraźnie ku uciesze publiczności mówiː Lecz czegóż mam się obawiać, / Skoro w ten sposób dam mej krwi dowód, / A poza tym nie uważam, / By zabijanie było zbrodnią wśród lekarzy, / Wszak raczej ten z nich najszacowniejszy, / Kto więctegoej ludzi uśmierca. Temperament komediopisarza i satyryka wyraźnie bierze tu górę, ze szkodą dla realizmu i nastroju sceny.

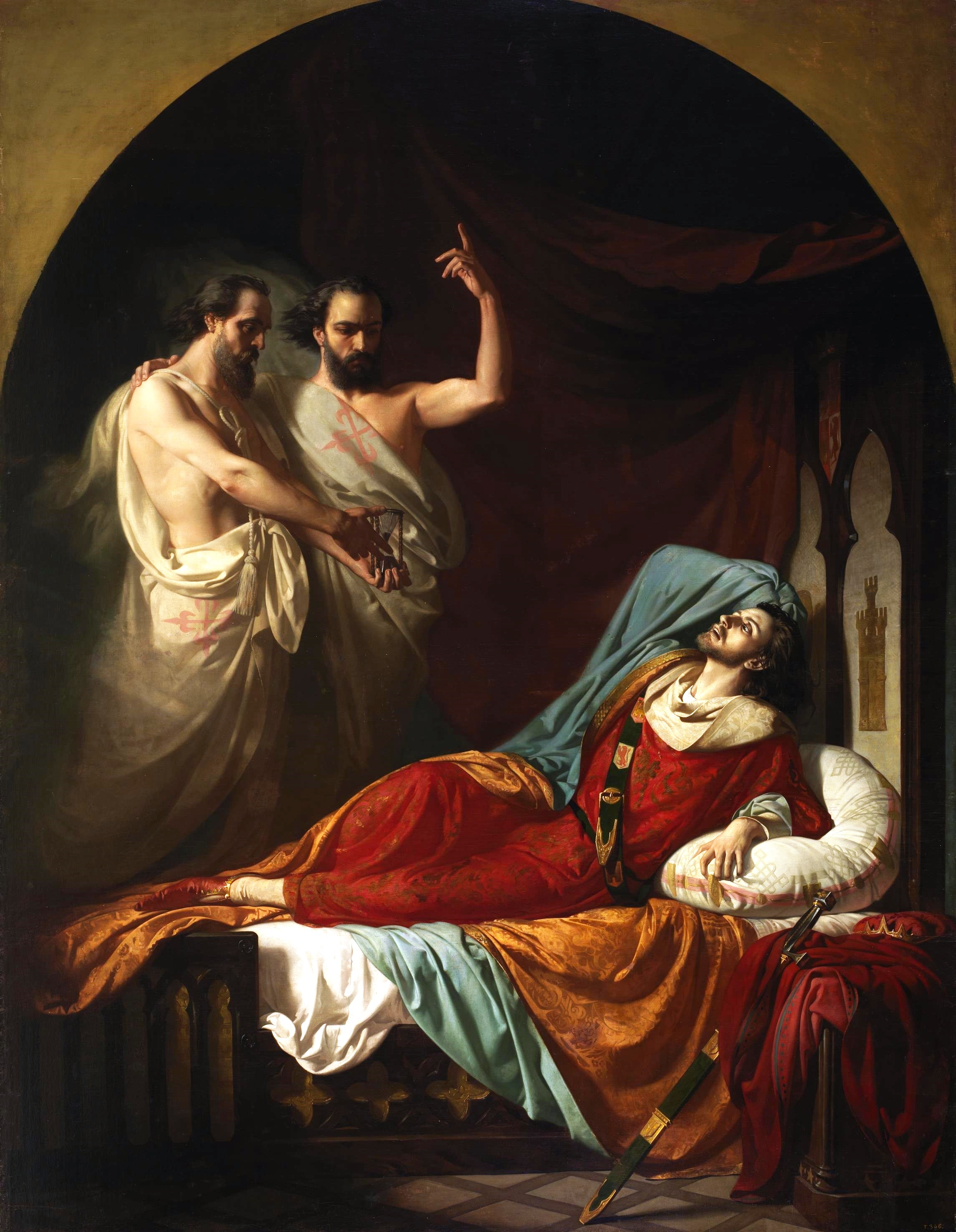
Ostatnie chwile Ferdynanda IV Pozwanego. Obraz José Casady del Alisala. 1860.

Roztropność kobieca jest dramatem społecznym, autor w kostiumach sprzed trzech stuleci portretuje współczesną sobie arystokrację, jej egoizm, żądzę władzy i bogactw. W odróżnieniu od wielu współczesnych sobie pisarzy, którzy rosnącą pozycję arystokracji uważali za rzecz naturalną, Tirso widział we wzroście jej wpływu na życie kraju, zagrożenie dla jego przyszłości. Dlatego tak ostro krytykuje w osobach infantów don Juana i don Enrique'a oraz ich sprzymierzeńców proces zawłaszczania państwa przez wąską oligarchię związaną z kolejnymi faworytami króla Filipa III (1598-1621) i Filipa IV (1621-1665) – księciem de Lerma, don Rodrigo Calderonem, don Luisem de Haro i hrabią-księciem Olivaresem. Tirso dostrzega, inaczej niż Lope de Vega czy Pedro Calderón, szansę naprawy państwa w oparciu o klasę średnią. Dworskim koteriom przeciwstawia Caravajalów i Benavidesa, a także kupców zatroskanych o dobro kraju i służących królowej pomocą finansową.